# I-11 (sous-marin)
Le I-11 (イ-11) est un sous-marin japonais de type A (甲型（伊九型）, Kō-gata (I-9-gata)) construit durant la Seconde Guerre mondiale pour la Marine impériale japonaise. 

## Construction
Construit par l'Kawasaki Shipbuilding Corporation à Kobe au Japon, le I-11 a été mis sur cale le 10 avril 1939 sous le nom de Sous-marin n°138. Le 5 février 1941, il est provisoirement rattaché au district naval de Kure. Il a été lancé le 28 février 1941 et renommé I-11. Il a été achevé et mis en service le 16 mai 1942 et rattaché au district naval de Kure. Le Capitaine Shichiji Tsuneo est le commandant du sous-marin.

## Description
Les sous-marins de type A1 étaient des versions de la précédente classe J3 avec un rayon d'action supérieur, une meilleure installation des appareils et étaient équipés comme des vaisseaux amiral d'escadron. Ils déplaçaient 2 966 tonnes en surface et 4 195 tonnes en immersion. Les sous-marins mesuraient 113,7 mètres de long, avaient une largeur de 9,5 mètres et un tirant d'eau de 5,3 mètres. Ils possédaient une profondeur de plongée de 100 mètres.
Pour la navigation de surface, les sous-marins étaient propulsés par deux moteurs diesel de 6 200 chevaux (4 623 kW), chacun entraînant un arbre d'hélice. En immersion, chaque hélice était entraînée par un moteur électrique de 1 200 chevaux-vapeur (895 kW). Ils pouvaient atteindre 19 nœuds (35 km/h) en surface et 8,25 nœuds (15,28 km/h) sous l'eau. En surface, les A1 avaient une portée de 16 000 milles nautiques (30 000 km) à 16 noeuds (30 km/h); en immersion, ils avaient une portée de 90 milles marins (170 km) à 3 nœuds (5,6 km/h).
Les sous-marins étaient armés de quatre tubes torpilles de 53,3 cm (21,0 in) à l'avant et transportaient un total de 18 torpilles. Ils étaient également armés d'un seul canon de pont de 140 mm/40 et de deux canons antiaériens jumeaux de 25 mm Type 96.
Contrairement à la classe J3, le hangar à avions est intégré à la tour de contrôle et fait face à l'avant; les positions du canon de pont et de la catapulte ont été échangées afin que l'avion puisse utiliser le mouvement avant du navire pour compléter la vitesse communiquée par la catapulte.

## Histoire de service
Le I-11 est mis en service le 316 mai 1942 et rattaché au district naval de Kure. Il est désigné comme le nouveau navire amiral du 3e escadron de sous-marins du contre-amiral Kono Chimaki, en remplacement du I-8, endommagé lors d'un incident de tir ami. 
Le I-11 a fait son dernier rapport depuis Funafuti, dans les îles Gilbert, le 11 janvier 1944. Il a été coulé le 17 février par le destroyer américain USS Nicholson.
Le I-11 est retiré de la liste de la marine le 30 avril 1944.